# Jørgen Daugbjerg
Jørgen Daugbjerg Burchardt (tidl. Nielsen) (født 30. november 1982) er en dansk fodbolddommer fra Bramming, og nu bosiddende i Varde, der siden 2014/15-sæsonen har dømt i den danske Superliga. Inden han rykkede op som Superliga-dommer dømte han i de lavere rækker. Han tog dommerkort i 1997 og arbejdede sig derfra op gennem rækkerne. I 2008 blev han indrangeret i 2. division og i 2009 indrangeret i 1. division. Han rykkede i Superligaen samtidig med kollegaen Benjamin Svedborg..
Hans far er Henning “pind” Nielsen som er tidligere angriber for EfB og guldvinder i sæsonen 1979.